# Regia Marina
Regia Marina Italiana  (Marina Regală Italiană) a fost înființată odată cu proclamarea Regatului Italiei (Regno d'Italia) în 1861,  după unificarea Italiei (il Risorgimento). În 1946, odată cu nașterea Republicii Italiene, Marina Regală Italiană și-a schimbat numele în Marina Militare Italiana.

## Origini

Pavilionul de ancoră al Marinei Regale Italiene până în 1900.

Marina Regală Italiană a fost înființată pe 17 martie 1861, după proclamarea înființării Regatului Italiei. Urmând exemplul formării regatului prin unificarea diferitelor regate din peninsula Italiană, Regia Marina a fost formată prin strângerea sub același pavilion al navelor acelor state, deși principalii contribuitori au fost regatele Sardinia și Neapole. Marina Regală a moștenit un număr destul de mare de vase, atât cu pânze cât și vapoare cu aburi, și o îndelungată tradiție navală a părților constituente, în special a Sardiniei și Neapolelui, dar a moștenit în același timp și unele dintre problemele forțelor navale ale regatelor constituente.
În primul rând, Marina Regală suferea din cauza lipsei standardizării și coeziunii. Marina Regală avea un echipamente, standarde și regulamente eterogene și a trebuit să facă față unei anumite ostilități dintre ofițerii proveniți din diferitele forțe navale. Aceste probleme au fost susținute de existența unor școli navale separate de ofițeri la Genova și Neapole, fiind desființate doar după deschiderea Academiei Navale unificate de la Livorno (1881).
În al doilea rând, unificarea s-a produs într-o perioadă de dezvoltare rapidă a tehnologiei și tacticilor navale. Toate inovațiile au făcut ca vasele de război mai vechi să fie depășite. Italia nu avea șantiere navale care să construiască noile tipuri de vase de război, dar ministrul marinei, amiralul Carlo di Persano, a lansat un program ambițios de achiziții a unor vase moderne construite în șantiere din străinătate.

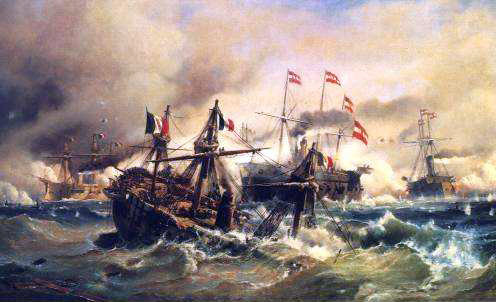
Bătălia navală de la Lissa, de Carl Frederik Sorensen, 1868.

### Războiul de șapte săptămâni
Botezul focului pentru noua forță navală italiană a avut loc pe 20 iulie 1866 în cadrul bătăliei de la Lissa din timpul războiului de șapte săptămâni (cunoscut și ca „Al treilea război italian de independență”). Forțele navale italiene au luptat împotriva celor ale Imperiului Austriac în Marea Adriatică în largul coastelor insulei Vis. Această bătălie a fost una dintre puținele acțiuni navale ale celui de-al XIX-lea secol, și a fost una dintre cele mai mari bătălii navale care au implicat „pintenarea” vaselor. Această bătălie a avut un impact major asupra dezvoltării tacticilor navale și proiectării vaselor de luptă.
Flota italiană, aflată sub comanda amiralului Persano, compusă din 12 vapoare și 17 corăbii. Dintre acestea, doar „Affondatore” era un cuirasat modern, cu tunuri montate în turele rotative. În ciuda inferiorității numerice în vase și piese de artilerie, flota austriacă condusă de amiralul Wilhelm von Tegetthoff a obținut o victorie clară, reușind să scufunde 2 vapoare italiene.
Ca urmare a înfrângerii din această bătălie, Marina Regală Italiană a trecut la modernizarea și refacerea flotei. 
- În 1881, respectiv 1882, au fost procurate cuirasatele „Duilio” și „Enrico Dandolo”, care au fost cele mai puternice vase militare din lume din acelor vremuri.
- În 1896 corveta Magenta a efectuat o călătorie circumterestră.
- În 1897 au fost efectuate primele experimente pentru folosirea radiocomunicațiilor prin folosirea invențiilor lui Guglielmo Marconi.
- În 1909 a fost folosit pentru prima oară din dotarea flotei.

### Războiul italo-turc
Marina Regală Italiană a participat activ la luptele războiului italo-turc, în timpul căruia Italia a reușit să obțină supremația navală totală în Mediterana.

## Primul război mondial

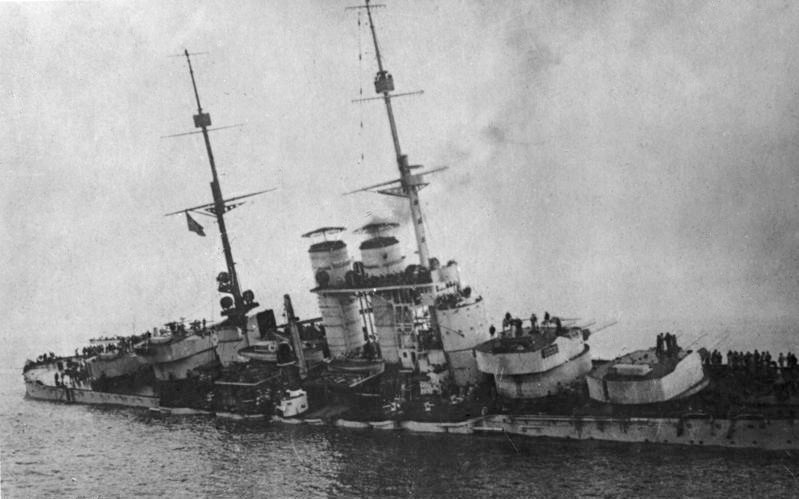
Cuirasatul Szent István după ce a fost lovit de torpiloarele italiene

Până în 1914, Marina Regală Italiană a construit și armat șase cuirasate: Dante Alighieri, Giulio Cesare, Conte di Cavour, Leonardo da Vinci, Andrea Doria și Caio Duilio, dar acestea nu au participat la acțiuni navale importate în timpul primei conflagrații mondiale.
În timpul acestui război, Marina Regală Italiană a desfășurat în principal acțiuni în Marea Adriatică, luptând împotriva Marinei Austo-Ungare. Au avut loc în principal bombardamente ale localităților italiene de coastă de către austro-ungari și raiduri ale submarinelor germane în Marea Mediterană. Forțele aliate s-au limitat în principal la blocarea deplasărilor vaselor de suprafață austro-ungare și germane, nereușind însă să întreprindă măsuri eficiente împotriva submarinelor inamice. Deși acțiunile din Adriatica și Mediterana au constituit doar o mică parte a angajamentelor navale ale primului război mondial, ele au blocat în regiune forțe semnificative.
Cea mai mare parte a războiului, flotele italiană și austro-ungară au rămas relativ pasive, urmărindu-și reciproc mișcările. Flota italiană a pierdut vasul de linie Benedetto Brin la  Brindisi (27 septembrie 1915) cuirasatul Leonardo da Vinci la Taranto (2 august 1916) datorită unei explozii a magaziei de muniție (deși au circulat zvonuri cu privire la un sabotaj al austriecilor). În ultima parte a războiului, Regia Marina a dezvoltat noi arme, precum vasele torpiloare, (cu ajutorul cărora a fost scufundat cuirasatul austro-ungar Szent István pe 10 iunie 1918), și minisubmarinele (cu ajutorul căruia scafandrii italieni au pătruns în portul Pula și au scufundat nava amiral a austro-ungarilor Viribus Unitis pe 1 noiembrie 1918. Crucișătorul  Teggetthoff (din aceiași clasă cu ultimele două) a fost predat Italiei pe post de pradă de război în 1919.

## Perioada interbelică

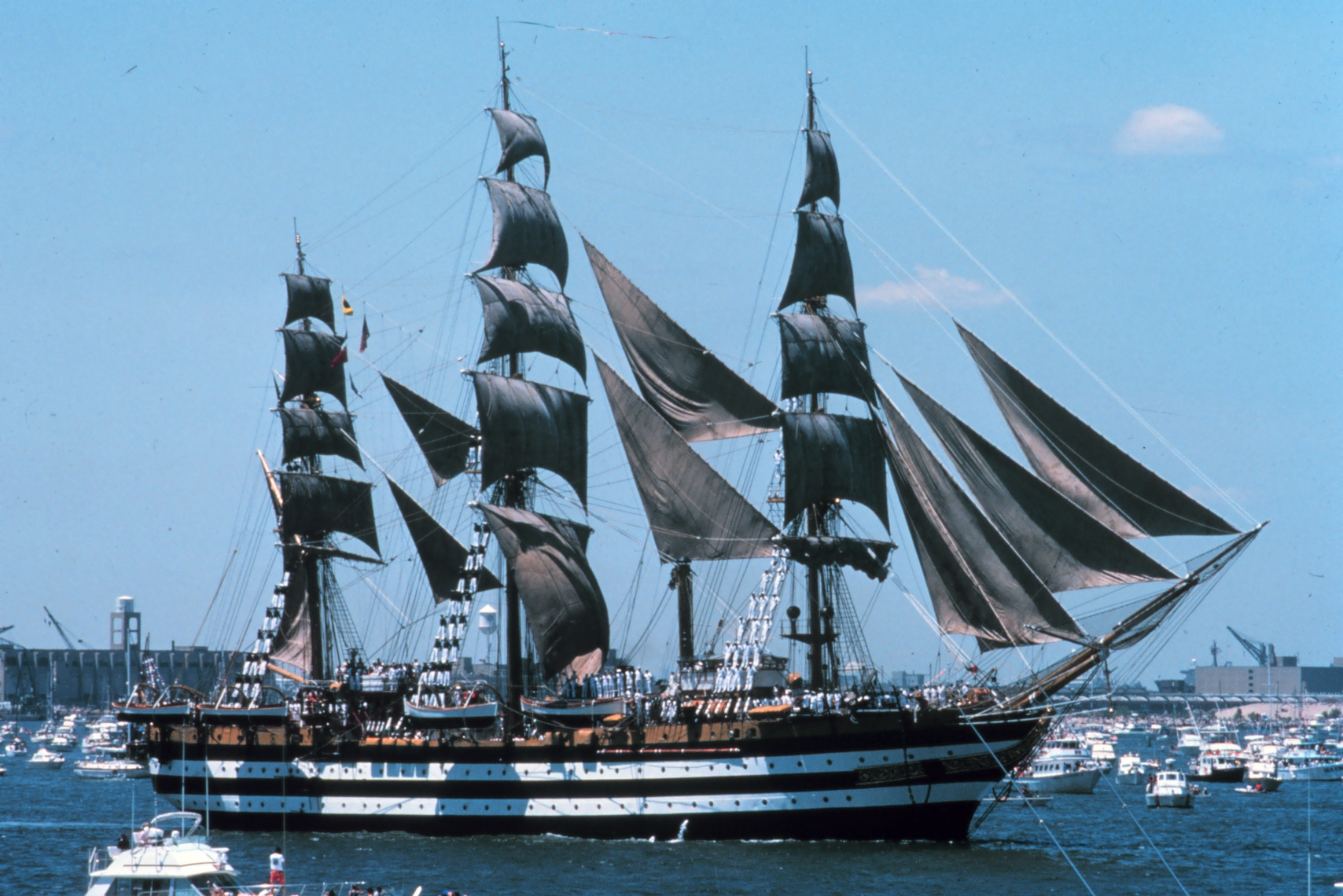
Vasul „Amerigo Vespucci” în portul New York, 1976.

În perioada interbelică, guvernul italian a decis să întărească Regia Marina, care urma să devină o forță care să rivalizeze cu flota mediteraneană a Royal Navy. Pentru a evita contactul cu echipajele britanice mult mai experimentate, Regia Marina și-a bazat strategia pe vase rapide dotate cu artilerie cu rază lungă de tragere. Prin urmare, au fost dezvoltate tunuri de calibru mai mic, dar cu rază de acțiune mai mare decât a vaselor britanice. Pentru a crește viteza de deplasare, noile vase italiene au fost proiectate cu un blindaj mai subțire.
În 1925, Regia Marina a comandat construirea a două vase-școală care urmau să fie construite după proiectele colonelului Francesco Rotundi din cadrul Corpului Inginerilor Navali. Primul vas dintre acestea, Cristoforo Colombo, a fost lansat la apă în 1928 și a fost folosit de Marina Italiană până în 1943. După cel de-al doilea război mondial, acest vas a fost predat Uniunii Sovietice pe post de reparații de război.
Al doilea vas, Amerigo Vespucci, a fost lansat la apă pe 2 februarie 1931.

### Războiul italo-etiopian
Marina Regală Italiană a jucat un rol limitat în timpul celui de-al doilea război italo-etiopian. Dat fiind faptul că Imperiul Etiopian era o țară fără ieșire la mare, flota a fost folosită pentru aprovizionarea trupelor prin porturile din Somalia și Eritreea.

### Războiul Civil din Spania
În perioada în războiului civil din Spania, Marina Regală Italiană a trimis o serie de nave în sprijinul „voluntarilor” italieni (Corpo Truppe Volontarie).  Între cincizeci și șaizeci de submarine italiene au luat parte la atacurile împotriva forțelor navale republicane spaniole. Aceste submarine au fost organizate într-o „legiune” și au luat parte alături de submarinele germane la Operațiunea Ursula.

### Albania
În 1939, Marina Regală Italiană a sprijinit invazia din Albania. Forțele terestre implicate în invazie au trebuit să traverseze Marea Adriatică, operațiune care s-a efectuat fără incidente.

## Al doilea război mondial

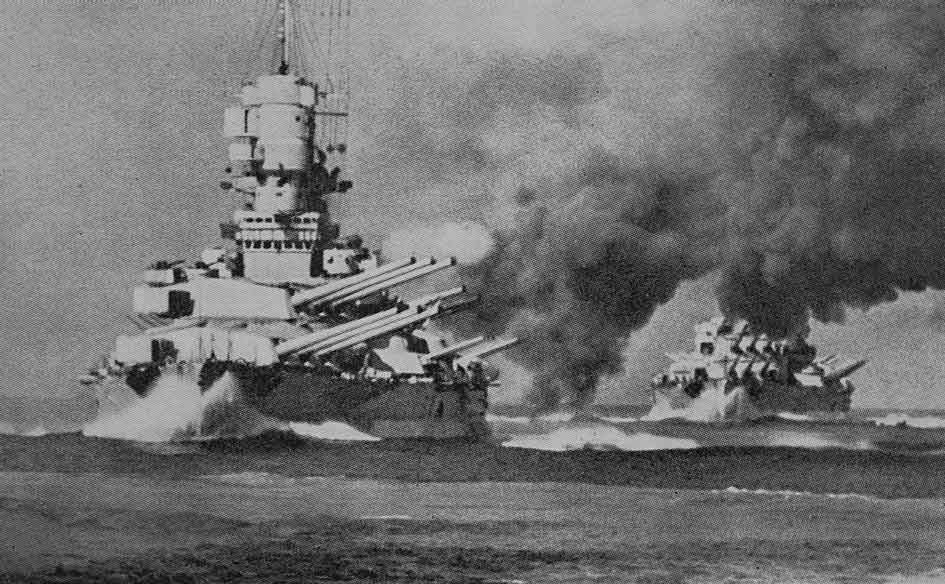
Vasul Vittorio Veneto în timpul bătăliei de la Capul Spartivento.

Pe 10 iunie 1940, Regatul Italiei a declarat război Republicii Franceze și Regatului Unit și a devenit unul dintre beligeranțiii celui de-al doilea război mondial. Dictatorul italian Benito Mussolini dorea să obțină controlul asupra Mediteranei, control care era considerat condiția necesară pentru extinderea Noului Imperiu Roman prin incorporarea Nisei, insulei Corsica, Tunisiei și Balcanilor. În această perioadă, s-a accelerat construcția de vase militare. Mussolini afirma că Mediterana este "Mare Nostrum" („Marea Nostră”).
Mai înainte de declarația de război, forțele terestre și aeriene ale Italiei s-au pregătit să atace și să distrugă forțele franceze plasate de-a lungul frontierei comune. Marina militară s-a pregătit în schimb să asigure securitatea liniilor de transport între Italia, Libia și Africa Orientală. Comandamentul Suprem Italian (Commando Supremo) nu a aprobat planul conceput de Cartierul General al Flotei (Supermarina) pentru ocuparea Maltei, care părea în acele momente o pradă ușoară.
În momentul în care Italia a declarat război, Marina Regală Italiană era compusă din șase nave cu mare putere de foc. Cele mai moderne patru dintre ele erau în plin proces de reechipare. Doar cele două mai vechi erau gata de luptă. În afară de aceste șase nave, Regia Marina mai dispunea de 19 crucișătoare, 59 de distrugătoare, 67 de vase torpiloare și 116 submarine. Flota italiană era numeroasă, dar un mare număr dintre vasele sale erau depășite din punct de vedere tehnic, iar pregătirea echipajelor lăsa de dorit. În plus, criza continuă de combustibil împiedica desfășurarea unor operațiuni navale de amploare.
Vasele de război italiene aveau reputația de a fi bine proiectate. Vasele torpiloare, dar și alte vase de mici dimensiuni s-au comportat conform așteptărilor și au fost responsabile pentru scufundarea a numeroase vapoare inamice în Mediterana. În schimb, mai multe crucișătoare italiene aveau un blindaj necorespunzător, și tuturor vaselor militare italiene le lipseau radarele, dar lipsa acestora din urmă era depășită parțial prin existența altor dispozitive de detectare și de control al tragerii. Spre deosebire de comandanții aliați, care puteau să hotărască în mod independent cum să acționeze pe mare, comandanții italieni erau conduși într-un mod foarte rigid de Cartierul General Naval.
O astfel de abordare a lanțului de comandă a dus la pierderea de către italieni a unor avantaje evidente. De exemplu, în timpul operațiunii „Hats”, în care Royal Navy a asigurat escortarea a trei convoaie din Alexandria și a unui din Gibraltar spre Malta, Marina Regală Italiană a pierdut șansa de a exploata superioritatea numerică și tehnică de care dispunea în acel moment din cauza indeciziei Cartierului General. Cartierul General Naval italian s-a temut că flota de sub comanda sa ar fi putut pierde un număr de nave pe care i-ar fi fost imposibil să le înlocuiască, în vreme ce partea britanică aveau resurse mult mai mari.
Marina Regală Italiană nu a fost dotată cu portavioane. Portavioanele „Aquila” și „Sparviero” nu au apucat să fie terminate iar cea mai mare parte a sprijinului aerian primit de flota italiană în timpul luptelor din Mediterana a fost asigurat de către avioanele Regia Aeronautica decolate de pe bazele terestre.

### Mediterana

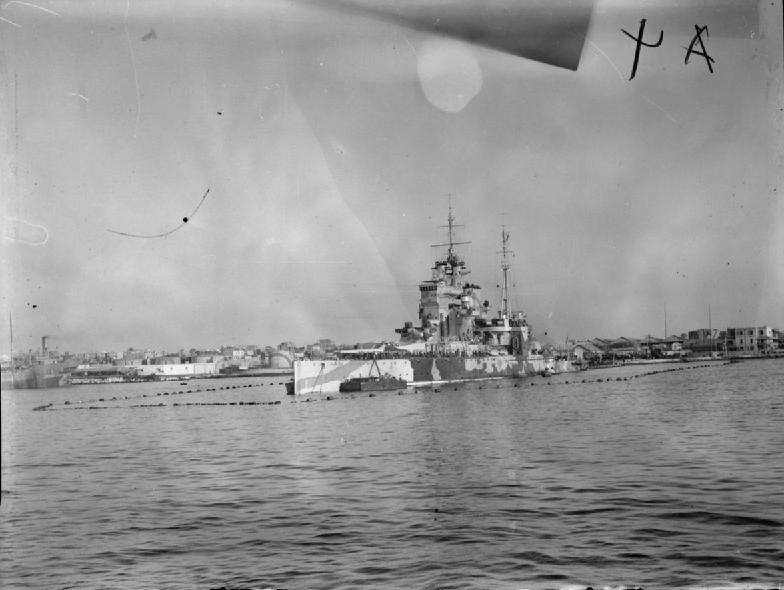
HMS „Queen Elizabeth” protejată de plase antitorpilă în portul Alexandria. Scafandrii italieni au reuşit scufundarea acestui vas pe 19 decembrie 1940.

Britanicii au atacat în noiembrie 1940 baza navală italiană de la Taranto. Atacul vaselor din portul Taranto a fost o operațiune încheiată cu succes a avioanelor-torpiloare decolate de pe portavioane. Se pare că acest succes a fost sursa de inspirație pentru atacul japonez asupra bazei americane de la Pearl Harbor din decembrie 1941.
Aliații cucerit superioritatea navală în Mediterana după o serie de operațiuni încununate de succes. Unul dintre cele mai importante succese a fost obținut în bătălia de la Capul Matapan, în timpul căreia forțele navale anglo-australiene au interceptat și distrus într-o acțiune de noapte trei crucișătoare grele italien (Zara, Pola și Fiume) și două distrugătoare.  În această luptă, italienii au pierdut peste 2.300 de marinari. Aliații s-au folosit atât de interceptările Ultra, cu ajutorul căruia puteau să prevadă mișcările inamicului, cât și instalațiile radar, cu ajutorul cărora puteau localiza precis navele inamice și regla tirul artileriei navale pe timpul nopții. Un alt factor important al victoriei aliate a fost capacitatea mai bună de acțiune a avioanelor de recunoaștere și colaborarea lor strânsă cu forțele navale de suprafață.
Atacul cel mai spectaculos al Marinei Regale Italiene a fost cel din 1941, în timpul căruia scafandrii au plasat mai multe mine pe corpul cuirasatelor aliate în portul Alexandria. Ca urmare a acestui atac de pe 19 decembrie 1941, cuirasatele  Queen Elizabeth și Valiant au fost scufundate în apa puțin adâncă a portului. Aliații au avut nevoie de aproximativ doi ani pentru dezeșuarea vaselor și pentru repunerea lor în funcțiune. Această acțiune a atras după sine consecințe strategice foarte importante. Flota din Alexandria a rămas pentru o lungă perioadă de timp fără niciun cuirasat și a fost obligată să renunțe la orice operațiune de amploare. Sarcina păstrării controlului asupra Mediteranei centrale a căzut în sarcina aproape exclusivă a RAF.
În noaptea de 19 decembrie, „Forța K”, compusă din trei crucișătoare și patru distrugătoare cu baza în Malta au fost prinse într-o zonă minată de italieni în largul orașului Tripoli. „Forța K” se distinsese prin distrugerea a mai multor vase ale Axei, însumând aproximativ 60.000 t. Crucișătorul Neptune] și distrugătorul Kandahar au fost scufundate, iar alte trei vase au fost serios avariate. În plus, au murit peste 900 de marinari aliați. Capacitatea de luptă a Forței K a fost scoasă din luptă, iar capacitatea ofensivă a Maltei a fost redusă drastic.
Această serie de dezastre navale ale aliaților le-a permis italienilor să cucerească supremația maritimă în centrul Mediteranei. Rutele de aprovizionare ale forțelor Axei nordul Africii nu au mai fost atacate de Aliați timp de mai multe luni.
Flota italiană a profitat de situație pentru a trece la ofensivă. Italienii au reușit să blocheze sau să distrugă cel puțin trei convoaie aliate mari destinate Maltei. Acțiunile lor au dus la o serie de angajamente navale, (operațiunile „Harponul”, „Vigurosul”, „Piedestalul”, șa), încheiate cu toate în favoarea Axei. În ciuda acestor reușite, singurul succes real al flotei italiene a fost atacul împotriva convoiului „Harponul”. În timpul atacului, italienii au reușit să scufunde mai multe vase de război aliate și să avarieze alte câteva. Doar două vase de transport dintre cele șase care formaseră inițial convoiul au reușit să ajungă în Malta. Aceasta poate fi considerată singura victorie indiscutabilă a unei escadre italiene în războiul naval de suprafață din timpul celei de-a doua conflagrații mondiale. Mussolini l-a decorat personal pe comandantul escadrei.
Totuși, aceasta a fost doar o perioadă scurtă pentru forțele Axei. Petrolul și proviziile aduse în Malta, în ciuda pierderilor grele în timpul Operațiunii Piedestalul din august, dar și debarcările din Africa de nord, (Operațiunea Torța) din noiembrie, a făcut ca soarta războiului să se întoarcă împotriva Italiei. După mai mulți ani de stagnare a liniilor frontului, forțele Axei au fost expulzate din Libia și Tunisia după doar șase luni. Rutele lor de aprovizionare au fost supuse unor atacuri neîncetate de către forțele aeriene și navale aliate, care au câștigat treptat supremația aeriană și navală.
Marina Regală Italiană s-a comportat cu bravură  în cadrul asigurării operațiunilor de asigurare a securității convoaielor din apele Africii de nord, dar a rămas tot timpul într-un dezavantaj tehnic clar. Vasele italiene se bazau în principal pe viteză, dar aveau un blindaj insuficient de gros, care putea fi ușor deteriorat de proiectilele de artilerie sau de torpile. Dar lovitura de grație a fost dată Marinei Regale de criza de combustibil, care a forțat-o să-și păstreze vasele la ancoră pentru cea mai mare parte a ultimului an a alianței cu Germania.

### Atlantic
Începând cu ziua de 10 iunie 1940, submarinele italiene au luat parte la [[bătălia Atlanticului (1939–1945)|bătălia Atlanticului alături de submarinele marinei germane Kriegsmarine). Submarinele italiene își aveau bazele în Bordeaux, Franța. Deși submarinele italiene erau mai potrivite pentru acțiunile din Marea Mediterană decât pentru cele din Atlantic, cele 32 de submersibile au reușit să scufunde în Atlantic 109 de vase aliate, cu un total de 593.864 t.
Regia Marina a plănuit chiar și un atac împotriva portului New York în decembrie 1942, dar acest plan a fost amânat de mai multe ori și nu a fost niciodată pus în practică.

### Marea Roșie
Începând cu data de 10 iunie 1940, Flotila Mării Roșii a Marinei Regale Italiene cu baza la Massawa, Eritreea, a reprezentat o amenințare potențială asupra transporturilor aliaților din Marea Roșie, pe rutele dintre Oceanul Indian și Marea Mediterană. Campania din Africa de est a început sub auspicii încurajatoare pentru Italia. Amenințările la adresa convoaielor aliate care traversau Marea Roșie au crescut după ce italienii au cucerit Somalia Britanică. Acest succes a permis italienilor să folosească facilitățile portuare din Berbera din colonia britanică. Forțele britanice și ale Commonwealthului au lansat contraatacul în Africa de Est în ianuarie 1941. Amenințarea Flotilei Mării Roșii a dispărut după căderea Africii Orientale Italiene.
Cea mai mare parte a Flotilei Mării Roșii a fost distrusă în luptă în primele luni ale războiului sau odată cu căderea portului Massawa în aprilie 1941. Au existat și câteva vase care au reușit să scape de distrugere. În februarie 1941, mai înainte de căderea portului Massawa, vasul colonial Eritrea și crucișătoarele auxiliare Ramb I și Ramb II au reușit să scape de forțele aliate și au navigat spre Kobe, Japonia.  Ramb I a fost scufundat de crucișătorul neo-zeelandez Leander în largul insulelor Maldives (27 februarie 1941), dar Eritrea și Ramb II au reușit să ajungă la Kobe.  Mai înainte de căderea portului Massawa, patru submarine italiene (Guglielmo, Gauleo Ferraras, Perla și Archimede) au navigat spre sud, au ocolit Capul Bunei Speranțe și au ajuns în cele din urmă portul francez sub control german Bordeaux, Franța. Două vase auxiliare de aprovizionare din cadrul Flotilei Mării Roșii au reușit să navigheze până în Madagascar – colonie franceză controlată în acel timp de Regimul de la Vichy.
Pe 10 iunie 1941, britanicii au lansat Operațiunea Cronometrul, în timpul căreia un batalion al Armatei Indiene a debarcat la Assab, ultimul port pe care îl mai controlau italienii la Marea Roșie.  Indienii au cucerit portul Assab pe 11 iunie. Pe 13 iunie, la două zile după această victorie, traulerul indian "Parvati" a fost ultima victimă a războiului din Africa de est, când a fost scufundat în urma ciocnirii de o mină navală în largul coastelor portului Assab.

### Marea Neagră
În mai 1942, ca răspuns la cererea germanilor, Regia Marina a deplasat în Marea Neagră patru vase antisubmarin, șase submarine, cinci vedete torpiloare și cinci puitoare de mine. Vasele au fost transportate pe calea ferată până la Viena, de unde s-au deplasat pe Dunăre până în România, la Constanța. Flotila a desfășurat acțiuni de luptă încununate cu succes din bazele din Ialta și Feodosia.
După ce Italia a semnat armistițiul cu Aliații, cele mai multe vase italiene din Marea Neagră au fost preluate de Kriegsmarine. Sovieticii au capturat aceste vase în august 1944, odată cu ocuparea Constanței. Cele șase submarine au fost preluate de Marina Regală Română.

### Lacul Ladoga
Marina Italiană a operat patru șalupe torpiloare pe Lacul Ladoga în timpul  „războiului de continuare” (1941-1944). Vasele germane, italiene și finlandeze, parte a „Detașamentului naval K” au luptat împotriva vaselor militare de escortă și a celor de transport care încercau să aprovizioneze Leningradul asediat. În cele din urmă, vasele italiene au fost predate finlandezilor.

### Orientul Îndepărtat
Marina italiană dispunea de o bază navală în teritoriul concesionat în China la Tiensin. Cele mai importante vase italian din China au fost puitorul de mine Lepanto și canoniera Carlotto.  În timpul conflagrației mondiale, vasele comerciale, crucișătoarele auxiliare și submarinele italiene au operat în apele Orientului Îndepărtat, uneori disimulate sub pavilioane civile sau străine. Italienii au folosit de asemenea și porturile controlate de japonezi din regiune, precum cel din Shanghai, China, sau Kobe, Japonia. Crucișătoarele auxiliare erau vase comerciale echipate cu tunuri navale, care, atunci când erau deghizate în vase civile, puteau fi folosite pentru scopuri militare precum distrugerea vaselor comerciale ale națiunilor inamice.
Șapte submarine care operau de la BETASOM au fost convertite de către italieni în submersibile de transport pentru a asigura schimburile comerciale cu Japonia (submarinele Bagnolin, Barbarigo, Cappellini, Finzi, Giuliani, Tazzoli, Torelli.  Numele submarinului Cappellini a fost schimbat în Aquilla III).
Italienii au început construirea a 20 de submarine „spărgătoare de blocadă”, special proiectate pentru comerțul cu Orientul Îndepărtat. Au fost lansate la apă doar două, care au fost distruse aproape imediat de marina aliată.

### Armistițiul din 1943
Dictatorul italian Benito Mussolini a fost răsturnat de la putere în 1943, iar noul guvern italian a semnat un armistițiu cu aliații. Termenii armistițiului prevedeau printre altele ca vasele Marinei Regale Italiene să ancoreze într-un port controlat de Aliați. Cele mai multe dintre ele au navigat către Malta, dar flotila din La Spezia s-a îndreptat către Sardinia. Aceste vase au fost interceptate și atacate de aviația germană, iar cuirasatul Roma a fost scufundat de două bombe ghidate. Printre cei 1.600 de marinari care și-au pierdut viața odată cu scufundarea cuirasatului s-a aflat și comandantul Marinei Italiene, amiralul (Ammiraglio) Carlo Bergamini.
Imediat ce noul guvern italian a reprimit control asupra vaselor, a fost formată „Marina Italiană Cobeligerantă”, care a luptat de partea Aliaților. Câteva echipaje ale Regia Marina au ales să lupte de partea noului regim fascist instituit în nordul Italiei – Republica Socială Italiană (Repubblica Sociale Italiana, RSI).  Marina Națională Republicană progermană avea efective reduse, cam de cinci ori mai mici decât ale Marinei Cobeligerante.
Cuirasatele italiene de sub controlul noului guvern italian au fost puțin folosite în acțiuni de luptă, în parte și datorită suspiciunilor față de loialitatea echipajelor. Mai multe dintre aceste vase de luptă au fost internate în Egipt. În iunie 1944, cuirasatele ușoare Andrea Doria, Caio Duilio] și Giulio Cesare au primit permisiunea să se reîntoarcă în portul sicilian Augusta, unde echipajele au urmat un program de pregătire. Celelalte cuirasate, Vittorio Veneto și Italia (fostul Littorio), au rămas în portul Ismailia din Canalul Suez până în 1947. După război, cuirasatul Giulio Cesare a fost predat Uniunii Sovietice.
În perioada de cobeligeranță, până la sfârșitul conflictului în Europa, crucișătoarele ușoare italiene au participat la acțiunile de patrulare aliate din Oceanul Atlantic împotriva raidurilor submarinelor germane. Mai multe submarine și vase torpiloare au activat în Marea Mediterană. Liderii aliați au luat în discuție în ultimele săptămâni ale războiuluil posibilitatea ca vase militare italiene (cuirasate și crucișătoare) să participe la acțiunile militare din Oceanul Pacific.
Reacția echipajelor navelor italiene surprinse în Orientul Îndepărtat de armistițiul semant de guvernul italian în 1943 a variat de la caz la caz. În general, echipajele navelor de suprafață (vase de aprovizionare sau cuirasate auxiliare) s-au predat în porturile aliate  (Eritrea s-a predat în portul Colombo, Ceylon) sau, dacă au fost la ancoră în porturi controlate de japonezi, și-au scufundat vasele (Conte Verde, Lepanto și Carlotto la Shanghai). Ramb II a fost confiscat de japonezi la Kobe și a fost reborezat Calitea II. Patru submarine italiene se aflau în Orientul Îndepărtat în momentul armistițiului, într-o misiune de transport a unor materiale rare în Japonia și Singapore -   Ammiraglio Cagni, Cappellini (Aquilla III ), Giuliani și Torelli.  Echipajul de pe Ammiraglio Cagni a aflat despre armistițiu și s-a predat Marinei Regale Britanice la Durban, Africa de Sud. Echipajele de pe Cappellini, Giuliani și Torelli au fost internate temporar de către niponi. Submarinele pe care navigaseră au trecut sub comanda germană, au fost încadrate cu echipaje mixte germano-italiene, și au continuat să lupte impotriva Aliaților în Oceanul Pacific. Kriegsmarine a mimit ofițeri noi pe aceste submarine, care au fost rebotezate U.IT.23, U.IT.24 și U.IT.25. Giuliani a fost scufundat de britanici în februarie 1944. Marina Imperială Japoneză a preluat submarinele sub pavilion german după capitularea Germaniei din mai 1945.

## Perioada postbelică
După încheierea ostilităților, Marina Regală Italiană a declanșat un proces complex de restructurare și reconstrucție. La începutul războiului, Regia Marina era cea de-a patra putere maritimă a lumii cu vase modernizate sau noi. Participarea forțelor navale italiene la luptele navale alături de Aliați a dus Marina Regală într-o situație dificilă. Cea mai mare parte a infrastructurii și a bazelor militare erau inutilizabile, iar porturile erau minate sau blocate de epave. Totuși, un număr important de unități navale au supraviețuit războiului, deși s-au aflat la sfârșitul conflictului într-o stare tehnică proastă. Astfel, la sfârșitul războiului, marina italiană mai dispunea de:
- 2 portavioane neterminate și deteriorare de atacurile aviației;
- 5 cuirasate;
- 9 crucișătoare;
- 11 distrugătoare;
- 22 fregate;
- 19 corvete;
- 44 vase rapide ale pazei de coastă;
- 50 dragoare de mine;
- 16 vase de debarcare ;
- 2 nave-școală;
- 1 vas de spirjin și de transport;
- mai multe submarine.

Monarhia italiană a fost abolită pe 2 iunie 1946 în urma unui referendum. Regatul Italiei ș-a încetat existența și a fost înlocuit de Republica Italiană. Regia Marina Italiana a fost transformată în Marina Militare Italiana.

## Tratatul de pace de la Paris
Tratatul de pace semnat pe 10 februarie 1947 între Republica Italiană  (Repubblica Italiana) și puterile victorioase a impus Italiei pierderi teritoriale, plata unor despăgubiri de război și o serie de restricții, și anume:
- Interdicția să dețină, producă sau să facă experiențe cu arma atomică, priectile autopropulsate sau lansatoare de proiectile reactive, etc…
- Interdicția de a deține cuirasate, portavioane, submarine și unități de asalt amfibiu;
- Interdicția de a opera instalații militare pe insulele Pantelleria, Pianosa și Pelagie. Deplasamentul total al viitoarei forțe maritime (din care erau excluse cuirasatele) nu putea fi mai mare de 65.000 t, în vreme ce personalul total limitat la 25.000 de oameni.

Tratatul a cerut ca Italia să cedeze puterilor învingătoare (SUA, URSS, Regatul Unit, Franța, Grecia, Iugoslavia și Albania) drept compensație de război:
- 3 cuirasate: Giulio Cesare, Italia, Vittorio Veneto;
- 5 crucișătoare: Emanuele Filiberto Duca d'Aosta, Attilio Regolo, Scipione Africano, Eugenio di Savoia și  Eritrea;
- 7 distrugătoare;
- 6  dragoare de mine;
- 8 submarine;
- 1 navă școală: Cristoforo Colombo.

Nava de escortă Ramb III a fost cedată Iugislaviei, unde a fost rebotezată Galeb. Această navă a fost folosită de președintele iugoslav Josip Broz Tito pentru călătorii în străinătate sau pentru primirea șefilor străini de stat.